# Liga Mexicana de Béisbol 2009
La Temporada 2009 de la Liga Mexicana de Béisbol fue la edición número 85. Fue inaugurada el 24 de marzo de 2009 en la Ciudad de México, en un encuentro entre el campeón de la temporada 2008, los Diablos Rojos del México y los subcampeones Sultanes de Monterrey. El resto de los equipos abrieron series al día siguiente.
Para esta temporada los Potros de Tijuana desaparecieron y regresaron a la liga los Broncos de Reynosa, quienes tuvieron su última participación en la temporada 2003. Por otro lado, los Diablos Rojos del México pasaron a la Zona Norte, mientras que los Pericos de Puebla jugaron en la Zona Sur.
Los Saraperos de Saltillo dirigidos por Orlando Sánchez se coronaron campeones al ganar la Serie Final 4-2 a los Tigres de Quintana Roo. Con esto, Saltillo obtiene su primer título de manera oficial en la LMB, ya que el de 1980 no es aceptado por haberse obtenido en una temporada extraordinaria.
Según las cifras reportadas, la asistencia total durante la temporada fue de 3,079,774 espectadores, disminuyendo en casi un 25% con respecto a la temporada anterior; las principales causas fueron la crisis económica y la suspensión por el virus de la influenza humana.

## Sistema de competencia
El sistema de competencia cambió con respecto al que se había venido usando en las últimas temporadas, el calendario constó de 107 partidos divididos en dos vueltas.
Al iniciar la temporada se jugaron series de 2 partidos (alternando localías), sumadas a las 35 series de 3 partidos cada una que jugaron cada equipo (17 en la primera vuelta y 18 en la segunda), lo que dio un total de 107 partidos por equipo.
Se acordó que en esta campaña se eliminarán las series de partidos inter-zonas, en las que se enfrentaban equipos de la zona sur en contra de equipos de la zona norte. Estos cambios se hicieron debido a la situación económica por lo que tienen carácter de temporales y se tratará de regresar los juegos inter-zonas para la temporada 2010.
Al final de cada vuelta se le otorgaron puntos a cada equipo según la posición que haya ocupado en su zona: 8 (1.er. lugar), 7 (2°), 6.5 (3°), 6 (4°), 5.5 (5°), 5 (6°), 4.5 (7°) y 4 (8°). Al final de la temporada se sumaron los puntos de las dos vueltas y los 3 equipos con mayor puntaje de cada zona entraron a playoff mientras que el cuarto calificado fue el equipo con el mayor porcentaje de ganados y perdidos entre los equipos restantes, así, entraron 8 equipos a playoffs.
La postemporada se dividió en 3 rondas. En el Primer Playoff se enfrentaron el primer lugar contra el cuarto y el segundo contra el tercero de cada zona; de ahí calificaron dos equipos por zona, los cuales se enfrentaron en el Segundo Playoff o Final de Zona. Para la Serie Final se enfrentaron el equipo campeón de cada zona para así obtener al equipo campeón de la liga. Todas las rondas se jugaron a ganar 4 de 7 juegos posibles.

## Equipos participantes
| Liga Mexicana de Béisbol 2009 |                              |           |                          |                                      |           |
| Zona                          | Equipo                       | Fundación | Ciudad                   | Estadio                              | Capacidad |
| Norte                         | Acereros del Norte           | 1974      | Monclova, Coahuila       | Monclova                             | 8,500     |
| Norte                         | Broncos de Reynosa           | 1963      | Reynosa, Tamaulipas      | Adolfo López Mateos                  | 10,000    |
| Norte                         | Diablos Rojos del México     | 1940      | México, D. F.            | Foro Sol                             | 25,000    |
| Norte                         | Dorados de Chihuahua         | 1936      | Chihuahua, Chihuahua     | Monumental Chihuahua                 | 14,500    |
| Norte                         | Saraperos de Saltillo        | 1970      | Saltillo, Coahuila       | Francisco I. Madero                  | 16,000    |
| Norte                         | Sultanes de Monterrey        | 1939      | Monterrey, Nuevo León    | Monterrey                            | 22,061    |
| Norte                         | Tecolotes de Nuevo Laredo    | 1940      | Nuevo Laredo, Tamaulipas | Nuevo Laredo                         | 7,555     |
| Norte                         | Vaqueros Laguna              | 1940      | Torreón, Coahuila        | Revolución                           | 9,500     |
| Sur                           | Guerreros de Oaxaca          | 1996      | Oaxaca, Oaxaca           | Eduardo Vasconcelos                  | 7,200     |
| Sur                           | Leones de Yucatán            | 1954      | Mérida, Yucatán          | Kukulcán                             | 14,917    |
| Sur                           | Olmecas de Tabasco           | 1975      | Villahermosa, Tabasco    | Centenario 27 de febrero             | 8,500     |
| Sur                           | Pericos de Puebla            | 1938      | Puebla, Puebla           | Hermanos Serdán                      | 12,112    |
| Sur                           | Petroleros de Minatitlán     | 1992      | Minatitlán, Veracruz     | 18 de marzo de 1938                  | 7,500     |
| Sur                           | Piratas de Campeche          | 1980      | Campeche, Campeche       | Nelson Barrera Romellón              | 6,000     |
| Sur                           | Rojos del Águila de Veracruz | 1903      | Veracruz, Veracruz       | Deportivo Universitario "Beto Ávila" | 7,782     |
| Sur                           | Tigres de Quintana Roo       | 1955      | Cancún, Quintana Roo     | Beto Ávila                           | 9,500     |

## Posiciones

### Primera Vuelta
| Zona Norte   | Zona Norte | Zona Norte | Zona Norte | Zona Norte | Zona Norte |
| Equipo       | JG         | JP         | PCT        | JV         | PTS        |
| ------------ | ---------- | ---------- | ---------- | ---------- | ---------- |
| México       | 34         | 19         | .642       | -          | 8          |
| Reynosa      | 32         | 20         | .615       | 2.0        | 7          |
| Saltillo     | 31         | 22         | .585       | 3.0        | 6.5        |
| Monclova     | 29         | 24         | .547       | 5.0        | 6          |
| Laguna       | 24         | 29         | .453       | 10.0       | 5.5        |
| Monterrey    | 23         | 30         | .434       | 11.0       | 5          |
| Chihuahua    | 21         | 32         | .396       | 13.0       | 4.5        |
| Nuevo Laredo | 17         | 35         | .327       | 16.5       | 4          |

| Zona Sur     | Zona Sur | Zona Sur | Zona Sur | Zona Sur | Zona Sur |
| Equipo       | JG       | JP       | PCT      | JV       | PTS      |
| ------------ | -------- | -------- | -------- | -------- | -------- |
| Quintana Roo | 37       | 16       | .698     | -        | 8        |
| Yucatán      | 33       | 20       | .623     | 4.0      | 7        |
| Puebla       | 32       | 21       | .604     | 5.0      | 6.5      |
| Campeche     | 26       | 27       | .491     | 11.0     | 6        |
| Veracruz     | 25       | 28       | .472     | 12.0     | 5.5      |
| Oaxaca       | 22       | 31       | .415     | 15.0     | 5        |
| Minatitlán   | 21       | 32       | .396     | 16.0     | 4.5      |
| Tabasco      | 16       | 37       | .302     | 21.0     | 4        |

 * Actualizado.

### Segunda Vuelta
| Zona Norte   | Zona Norte | Zona Norte | Zona Norte | Zona Norte | Zona Norte |
| Equipo       | JG         | JP         | PCT        | JV         | PTS        |
| ------------ | ---------- | ---------- | ---------- | ---------- | ---------- |
| México       | 36         | 16         | .692       | -          | 8          |
| Laguna       | 31         | 22         | .585       | 5.5        | 7          |
| Saltillo     | 28         | 26         | .519       | 9.0        | 6.5        |
| Monclova     | 28         | 26         | .519       | 9.0        | 6          |
| Monterrey    | 28         | 26         | .519       | 9.0        | 5.5        |
| Reynosa      | 26         | 27         | .491       | 10.5       | 5          |
| Chihuahua    | 19         | 35         | .352       | 18.0       | 4.5        |
| Nuevo Laredo | 18         | 36         | .333       | 19.0       | 4          |

| Zona Sur     | Zona Sur | Zona Sur | Zona Sur | Zona Sur | Zona Sur |
| Equipo       | JG       | JP       | PCT      | JV       | PTS      |
| ------------ | -------- | -------- | -------- | -------- | -------- |
| Yucatán      | 35       | 18       | .660     | -        | 8        |
| Quintana Roo | 34       | 20       | .630     | 1.5      | 7        |
| Puebla       | 30       | 22       | .577     | 4.5      | 6.5      |
| Campeche     | 30       | 24       | .556     | 5.5      | 6        |
| Veracruz     | 26       | 28       | .481     | 9.5      | 5.5      |
| Tabasco      | 23       | 26       | .469     | 10.0     | 5        |
| Oaxaca       | 20       | 32       | .385     | 14.5     | 4.5      |
| Minatitlán   | 13       | 41       | .241     | 22.5     | 4        |

 * Actualizado hasta los partidos del jueves 30 de julio de 2009.

### Global
| Zona Norte   | Zona Norte | Zona Norte | Zona Norte | Zona Norte | Zona Norte |
| Equipo       | JG         | JP         | PCT        | JV         | PTS        |
| ------------ | ---------- | ---------- | ---------- | ---------- | ---------- |
| México       | 70         | 35         | .667       | -          | 16         |
| Reynosa      | 58         | 47         | .552       | 12.0       | 12         |
| Saltillo     | 59         | 48         | .551       | 12.0       | 13         |
| Monclova     | 57         | 50         | .533       | 14.0       | 12         |
| Laguna       | 55         | 51         | .519       | 15.5       | 12.5       |
| Monterrey    | 51         | 56         | .477       | 20.0       | 10.5       |
| Chihuahua    | 40         | 67         | .374       | 31.0       | 9          |
| Nuevo Laredo | 35         | 71         | .330       | 35.5       | 8          |

| Zona Sur     | Zona Sur | Zona Sur | Zona Sur | Zona Sur | Zona Sur |
| Equipo       | JG       | JP       | PCT      | JV       | PTS      |
| ------------ | -------- | -------- | -------- | -------- | -------- |
| Quintana Roo | 71       | 36       | .664     | -        | 15       |
| Yucatán      | 68       | 38       | .642     | 2.5      | 15       |
| Puebla       | 62       | 43       | .590     | 8.0      | 13       |
| Campeche     | 56       | 51       | .523     | 15.0     | 12       |
| Veracruz     | 51       | 56       | .477     | 20.0     | 11       |
| Oaxaca       | 42       | 63       | .400     | 28.0     | 9.5      |
| Tabasco      | 39       | 63       | .382     | 29.5     | 9        |
| Minatitlán   | 34       | 73       | .318     | 37.0     | 8.5      |

NOTA: Norte: Los equipos México, Saltillo y Laguna calificaron por puntos; el equipo de Reynosa califica debido a quien tiene mayor porcentaje en ganados y perdidos que Monclova, criterio que se utiliza según el reglamento para obtener al cuarto equipo calificado.

Sur: Los equipos Quintana Roo, Yucatán y Puebla calificaron por puntos; el equipo de Campeche califica debido a que tiene mayor porcentaje en ganados y perdidos que los otras equipos restantes, criterio que se utiliza según el reglamento para obtener al cuarto equipo calificado.
| Clasificado a los playoffs |

## Juego de Estrellas
El Juego de Estrellas de la LMB se realizó el 7 de junio en el Estadio Beto Ávila de Cancún, Quintana Roo, casa de los Tigres de Quintana Roo. Ese mismo día se celebró el Home Run Derby y la comida de premiación a lo mejor del 2008. Originalmente estaba programado un fin de semana completo para este evento como se había venido haciendo desde 2005, sin embargo, debido a la reprogramación (entre el 4 y 6 de junio) de la serie que se pospuso por el brote de influenza, se decidió realizar todos los eventos el mismo día.
La Zona Norte se impuso 13 carreras a 3 a la Zona Sur, con lo cual la Serie Final de la LMB iniciaría en el estadio del equipo campeón de la Zona Norte. El jugador más valioso fue Carlos Valencia de los Diablos Rojos del México, quien conectó dos cuadrangulares y produjo 4 carreras. En este partido se conectaron 7 cuadrangulares entre ambos equipos, con lo que se rompió un récord en Juegos de Estrellas que era de 6, establecido en 1942.
Para esta ocasión la cadena ESPN Dos tuvo nuevamente los derechos de transmisión por TV del juego y también del Home Run Derby. Por radio las cadenas RASA y ABC fueron las encargadas de transmitir el partido.

### Tirilla(enlace rotodisponible enInternet Archive; véase elhistorial, laprimera versióny laúltima).
| Equipo | 1 | 2 | 3 | 4 | 5 | 6 | 7 | 8 | 9 | C  | H  | E |
| --- | - | - | - | - | - | - | - | - | - | -- | -- | - |
| Zona Norte | 5 | 0 | 1 | 1 | 0 | 1 | 0 | 2 | 3 | 13 | 16 | 0 |
| Zona Sur | 0 | 1 | 0 | 0 | 0 | 0 | 1 | 1 | 0 | 3  | 9  | 1 |
| G: Roberto Ramírez; P: Pablo Ortega; SV: No hubo.                                                                            |   |   |   |   |   |   |   |   |   |    |    |   |
| HR: NTE - Dionys César, Saúl Soto, Luis Terrero, Carlos Valencia (2); SUR - Iker Franco, Luis Mauricio Suárez. ASIST: 8,800. |   |   |   |   |   |   |   |   |   |    |    |   |

### Home Run Derby
El dominicano Willis Otáñez de los Pericos de Puebla fue el ganador del Home Run Derby.
| Jugador           | Equipo       | 1.ª Ronda | 2.ª Ronda | Final | Total |
| ----------------- | ------------ | --------- | --------- | ----- | ----- |
| Willis Otáñez     | Puebla       | 13        | 10        | 6     | 29    |
| Marshal McDougall | Reynosa      | 8         | 14        | 5     | 27    |
| Derrick White     | Reynosa      | 9         | 9         | -     | 18    |
| Luis Terrero      | Laguna       | 6         | 7         | -     | 13    |
| Iker Franco       | Quintana Roo | 5         | -         | -     | 5     |
| Saúl Soto         | Monclova     | 5         | -         | -     | 5     |
| Rubén Rivera      | Campeche     | 4         | -         | -     | 4     |
| Carlos Rivera     | Oaxaca       | 2         | -         | -     | 2     |

## Playoffs
|  | Primer Playoff   | Primer Playoff   | Primer Playoff   |              |   | Series de Campeonato | Series de Campeonato | Series de Campeonato |  |   | Serie Final       | Serie Final       | Serie Final       |  |
|  | 1 - 11 de agosto | 1 - 11 de agosto | 1 - 11 de agosto |              |   | 11 - 19 de agosto    | 11 - 19 de agosto    | 11 - 19 de agosto    |  |   | 22 - 29 de agosto | 22 - 29 de agosto | 22 - 29 de agosto |  |
|  |                  |                  |                  |              |   |                      |                      |                      |  |   |                   |                   |                   |  |
|  |                  |                  |                  |              |   |                      |                      |                      |  |   |                   |                   |                   |  |
|  | 5                | Laguna           | 4                |              |   |                      |                      |                      |  |   |                   |                   |                   |  |
|  | 5                | Laguna           | 4                |              |   |                      |                      |                      |  |   |                   |                   |                   |  |
|  | 1                | México           | 3                |              |   |                      |                      |                      |  |   |                   |                   |                   |  |
|  | 1                | México           | 3                |              | 5 | Laguna               | 0                    |                      |  |   |                   |                   |                   |  |
|  | Zona Norte       |                  |                  |              | 5 | Laguna               | 0                    |                      |  |   |                   |                   |                   |  |
|  |                  |                  | 3                | Saltillo     | 4 |                      |                      |                      |  |   |                   |                   |                   |  |
|  | 3                | Saltillo         | 3                | Saltillo     | 4 | 4                    |                      |                      |  |   |                   |                   |                   |  |
|  | 3                | Saltillo         |                  |              |   |                      |                      |                      |  |   |                   |                   |                   |  |
|  | 2                | Reynosa          | 2                |              |   |                      |                      |                      |  |   |                   |                   |                   |  |
|  | 2                | Reynosa          | 2                |              |   |                      |                      |                      |  | 3 | Saltillo          | 4                 |                   |  |
|  |                  |                  |                  |              |   |                      |                      |                      |  | 3 | Saltillo          | 4                 |                   |  |
|  |                  |                  | 1                | Quintana Roo | 2 |                      |                      |                      |  |   |                   |                   |                   |  |
|  | 3                | Puebla           | 1                | Quintana Roo | 2 | 4                    |                      |                      |  |   |                   |                   |                   |  |
|  | 3                | Puebla           |                  |              |   |                      |                      |                      |  |   |                   |                   |                   |  |
|  | 2                | Yucatán          | 1                |              |   |                      |                      |                      |  |   |                   |                   |                   |  |
|  | 2                | Yucatán          | 1                |              | 3 | Puebla               | 1                    |                      |  |   |                   |                   |                   |  |
|  | Zona Sur         |                  |                  |              | 3 | Puebla               | 1                    |                      |  |   |                   |                   |                   |  |
|  |                  |                  | 1                | Quintana Roo | 4 |                      |                      |                      |  |   |                   |                   |                   |  |
|  | 4                | Campeche         | 1                | Quintana Roo | 4 | 3                    |                      |                      |  |   |                   |                   |                   |  |
|  | 4                | Campeche         |                  |              |   |                      |                      |                      |  |   |                   |                   |                   |  |
|  | 1                | Quintana Roo     | 4                |              |   |                      |                      |                      |  |   |                   |                   |                   |  |
|  | 1                | Quintana Roo     | 4                |              |   |                      |                      |                      |  |   |                   |                   |                   |  |
|  |                  |                  |                  |              |   |                      |                      |                      |  |   |                   |                   |                   |  |

### Primer Playoff
| Zona Norte Saltillo vs. Reynosa - Juego 1. 1-ago. Saltillo 0 - Reynosa 6. Serie REY 1-0. - J2. 2-ago. Saltillo 3 - Reynosa 1. 1-1. - J3. 4-ago. Reynosa 12 - Saltillo 5. REY 2-1. - J4. 5-ago. Reynosa 5 - Saltillo 9. 2-2. - J5. 6-ago. Reynosa 4 - Saltillo 5. SAL 3-2. - J6. 8-ago. Saltillo 8 - Reynosa 1. - Saltillo gana la serie 4-2. Laguna vs. México - Juego 1. 1-ago. Laguna 3 - México 7. Serie MEX 1-0. - J2. 2-ago. Laguna 9 - México 7. 1-1. - J3. 4-ago. México 1 - Laguna 2. LAG 2-1. - J4. 5-ago. México 4 - Laguna 5 (10 in.). LAG 3-1. - J5. 6-ago. México 6 - Laguna 3. LAG 3-2. - J6. 8-ago. Laguna 4 - México 12. 3-3. - J7. 9-ago. Laguna 15 - México 2. - Laguna gana la serie 4-3. |  | Zona Sur Campeche vs. Quintana Roo - Juego 1. 1-ago. Campeche 3 - Quintana Roo 8. Serie QR 1-0. - J2. 2-ago. Campeche 4 - Quintana Roo 2. 1-1. - J3. 4-ago. Quintana Roo 8 - Campeche 9 (10 in.). CAM 2-1. - J4. 6-ago. Quintana Roo 9- Campeche 1. 2-2. - J5. 8-ago. Quintana Roo 6 - Campeche 7. CAM 3-2. - J6. 10-ago. Campeche 1 - Quintana Roo 8. 3-3. - J7. 11-ago. Campeche 5 - Quintana Roo 9 (10 in.). - Quintana Roo gana la serie 4-3. Puebla vs. Yucatán - Juego 1. 1-ago. Puebla 1 - Yucatán 4. Serie YUC 1-0. - J2. 3-ago. Puebla 7 - Yucatán 3. 1-1. - J3. 5-ago. Yucatán 5 - Puebla 7. PUE 2-1. - J4. 6-ago. Yucatán 6 - Puebla 8. PUE 3-1. - J5. 7-ago. Yucatán 0 - Puebla 12. - Puebla gana la serie 4-1. |

### Finales de zona
| Laguna vs. Saltillo - Juego 1. 11-ago. Laguna 3 - Saltillo 15. Serie SAL 1-0. - J2. 12-ago. Laguna 0 - Saltillo 9. SAL 2-0. - J3. 14-ago. Saltillo 5 - Laguna 4. SAL 3-0. - J4. 15-ago. Saltillo 9 - Laguna 1. - Saltillo gana la serie 4-0. |  | Puebla vs. Quintana Roo - Juego 1. 13-ago. Puebla 1 - Quintana Roo 3. Serie QR 1-0. - J2. 14-ago. Puebla 1 - Quintana Roo 12. QR 2-0. - J3. 16-ago. Quintana Roo 9 - Puebla 10. QR 2-1. - J4. 17-ago. Quintana Roo 19 - Puebla 15. QR 3-1. - J5. 18-ago. Quintana Roo 9 - Puebla 5. - Quintana Roo gana la serie 4-1. |

### Serie Final
Los Saraperos de Saltillo se coronaron campeones al derrotar 4-2 a los Tigres de Quintana Roo en la serie por el título. El juego decisivo se disputó el 29 de agosto en el Estadio Francisco I. Madero de Saltillo, Coahuila.
El título de Jugador más valioso de la serie le fue otorgado al pitcher Rafael Díaz, quien le dio la victoria a su equipo en los juegos 2 y 6, en este último, lanzando el partido completo.
Para esta ocasión se entregó por primera vez el nuevo trofeo al campeón de la LMB, "La Copa de Zaachila", réplica de una pieza arqueológica de la Cultura Mixteca, encontrada en la zona arqueológica de Zaachila, Oaxaca. El trofeo está fabricado por orfebres mexicanos y consta de una copa de plata sobre una base de obsidiana.

#### Juego 1(enlace rotodisponible enInternet Archive; véase elhistorial, laprimera versióny laúltima).
22 de agosto de 2009; Estadio Francisco I. Madero, Saltillo, Coahuila.
| Equipo                                                                                   | 1 | 2 | 3 | 4 | 5 | 6 | 7 | 8 | 9 | C | H  | E |
| ---------------------------------------------------------------------------------------- | - | - | - | - | - | - | - | - | - | - | -- | - |
| Quintana Roo                                                                             | 1 | 2 | 0 | 3 | 0 | 0 | 0 | 0 | 0 | 6 | 13 | 1 |
| Saltillo                                                                                 | 1 | 0 | 1 | 0 | 5 | 0 | 0 | 0 | X | 7 | 9  | 1 |
| G: Fernando Villalobos (2-0, 1.80); P: Pablo Ortega (2-2, 7.71); SV: Miguel Saladín (4). |   |   |   |   |   |   |   |   |   |   |    |   |
| HR: SAL - J. Cota (3). ASIST: 15,864.                                                    |   |   |   |   |   |   |   |   |   |   |    |   |

#### Juego 2(enlace rotodisponible enInternet Archive; véase elhistorial, laprimera versióny laúltima).
23 de agosto de 2009; Estadio Francisco I. Madero, Saltillo, Coahuila.
| Equipo                                                                              | 1 | 2 | 3 | 4 | 5 | 6 | 7 | 8 | 9 | C | H  | E |
| ----------------------------------------------------------------------------------- | - | - | - | - | - | - | - | - | - | - | -- | - |
| Quintana Roo                                                                        | 0 | 2 | 1 | 0 | 0 | 0 | 0 | 0 | 0 | 3 | 10 | 2 |
| Saltillo                                                                            | 2 | 1 | 2 | 0 | 0 | 0 | 0 | 1 | X | 6 | 8  | 1 |
| G: Rafael Díaz (2-1, 4.15); P: Arturo Barradas (1-1, 3.00); SV: Miguel Saladín (5). |   |   |   |   |   |   |   |   |   |   |    |   |
| HR: TIG - A. Contreras (2); SAL - J. Cota (4). ASIST: 15,949.                       |   |   |   |   |   |   |   |   |   |   |    |   |

#### Juego 3(enlace rotodisponible enInternet Archive; véase elhistorial, laprimera versióny laúltima).
25 de agosto de 2009; Estadio Beto Ávila, Cancún, Quintana Roo.
| Equipo                                                                       | 1 | 2 | 3 | 4 | 5 | 6 | 7 | 8 | 9 | C | H  | E |
| ---------------------------------------------------------------------------- | - | - | - | - | - | - | - | - | - | - | -- | - |
| Saltillo                                                                     | 1 | 0 | 0 | 0 | 0 | 0 | 0 | 1 | 1 | 3 | 6  | 1 |
| Quintana Roo                                                                 | 6 | 0 | 0 | 2 | 0 | 0 | 0 | 0 | X | 8 | 12 | 1 |
| G: Francisco Córdova (3-0, 2.37); P: José Mercedes (3-1, 2.95); SV: No hubo. |   |   |   |   |   |   |   |   |   |   |    |   |
| HR: SAL - J. Cota (5), J. Rodríguez (2). ASIST: 8,500.                       |   |   |   |   |   |   |   |   |   |   |    |   |

#### Juego 4(enlace rotodisponible enInternet Archive; véase elhistorial, laprimera versióny laúltima).
26 de agosto de 2009; Estadio Beto Ávila, Cancún, Quintana Roo.
| Equipo                                                                         | 1 | 2 | 3 | 4 | 5 | 6 | 7 | 8 | 9 | C | H | E |
| ------------------------------------------------------------------------------ | - | - | - | - | - | - | - | - | - | - | - | - |
| Saltillo                                                                       | 0 | 0 | 0 | 1 | 0 | 0 | 0 | 0 | 0 | 1 | 6 | 3 |
| Quintana Roo                                                                   | 1 | 2 | 0 | 0 | 0 | 0 | 3 | 0 | X | 6 | 7 | 0 |
| G: Felipe Arredondo (2-0, 3.52); P: Héctor Rodríguez (2-1, 3.07); SV: No hubo. |   |   |   |   |   |   |   |   |   |   |   |   |
| HR: SAL - J. Cota (6); TIG - A. Contreras (3). ASIST: 7,331.                   |   |   |   |   |   |   |   |   |   |   |   |   |

#### Juego 5(enlace rotodisponible enInternet Archive; véase elhistorial, laprimera versióny laúltima).
27 de agosto de 2009; Estadio Beto Ávila, Cancún, Quintana Roo.
| Equipo | 1 | 2 | 3 | 4 | 5 | 6 | 7 | 8 | 9 | C  | H  | E |
| --- | - | - | - | - | - | - | - | - | - | -- | -- | - |
| Saltillo | 0 | 4 | 0 | 4 | 0 | 0 | 2 | 0 | 0 | 10 | 10 | 0 |
| Quintana Roo                                                                                                  | 0 | 0 | 1 | 0 | 3 | 0 | 1 | 0 | 0 | 5  | 9  | 0 |
| G: Mario Mendoza (2-1, 7.17); P: Pablo Ortega (2-3, 9.31); SV: No hubo.                                       |   |   |   |   |   |   |   |   |   |    |    |   |
| HR: SAL - J. Aceves (5), H. Arredondo (5); TIG - C. Sievers (5), A. Sánchez (2), K. Flores (1). ASIST: 8,947. |   |   |   |   |   |   |   |   |   |    |    |   |

#### Juego 6(enlace rotodisponible enInternet Archive; véase elhistorial, laprimera versióny laúltima).
29 de agosto de 2009; Estadio Francisco I. Madero, Saltillo, Coahuila.
| Equipo                                                                     | 1 | 2 | 3 | 4 | 5 | 6 | 7 | 8 | 9 | C  | H  | E |
| -------------------------------------------------------------------------- | - | - | - | - | - | - | - | - | - | -- | -- | - |
| Quintana Roo                                                               | 0 | 0 | 0 | 0 | 0 | 0 | 1 | 0 | 0 | 1  | 8  | 0 |
| Saltillo                                                                   | 2 | 6 | 1 | 2 | 1 | 1 | 0 | 1 | X | 14 | 18 | 1 |
| G: Rafael Díaz (3-1, 3.34); P: Francisco Córdova (3-1, 3.69); SV: No hubo. |   |   |   |   |   |   |   |   |   |    |    |   |
| HR: SAL - R. Cervantes (5), N. Teilón (3), N. Muñoz (1). ASIST: 14,002.    |   |   |   |   |   |   |   |   |   |    |    |   |

## Líderes
A continuación se muestran los lideratos tanto individuales como colectivos de los diferentes departamentos de bateo y de pitcheo.

### Bateo
| Categoría           | Individual                              | Marca | Colectivo                | Marca |
| ------------------- | --------------------------------------- | ----- | ------------------------ | ----- |
| Porcentaje          | Dionys César (LAG)                      | .380  | Diablos Rojos del México | .332  |
| Carreras Producidas | Roberto Saucedo (MEX)                   | 109   | Diablos Rojos del México | 667   |
| Home Runs           | Rubén Rivera (CAM)                      | 32    | Saraperos de Saltillo    | 143   |
| Carreras Anotadas   | Eduardo Arredondo (MEX)                 | 97    | Diablos Rojos del México | 699   |
| Hits                | Dionys César (LAG)                      | 156   | Diablos Rojos del México | 1,242 |
| Dobles              | Dionys César (LAG) Edgar Quintero (MTY) | 36    | Saraperos de Saltillo    | 239   |
| Triples             | Eduardo Arredondo (MEX)                 | 13    | Diablos Rojos del México | 34    |
| Bases Robadas       | Dionys César (LAG)                      | 40    | Leones de Yucatán        | 137   |
| Slugging            | Rubén Rivera (CAM)                      | .669  | Diablos Rojos del México | .512  |

### Pitcheo
| Categoría         | Individual                                     | Marca | Colectivo                                  | Marca |
| ----------------- | ---------------------------------------------- | ----- | ------------------------------------------ | ----- |
| Efectividad       | Francisco Campos (CAM) Juan Pablo Oramas (MEX) | 2.31  | Tigres de Quintana Roo                     | 3.94  |
| Juegos Ganados    | Andrés Meza (PUE)                              | 15    | Tigres de Quintana Roo                     | 71    |
| Ponches           | Nerio Rodríguez (MVA)                          | 117   | Diablos Rojos del México                   | 607   |
| Entradas Lanzadas | Francisco Campos (CAM)                         | 144.1 | Broncos de Reynosa                         | 943.0 |
| Juegos Completos  | José Santiago (CHI)                            | 5     | Pericos de Puebla                          | 15    |
| Blanqueadas       | Emil Kamar (PUE)                               | 3     | Pericos de Puebla Diablos Rojos del México | 9     |
| Juegos Salvados   | Scott Chiasson (TIG)                           | 34    | Tigres de Quintana Roo Leones de Yucatán   | 38    |
| WHIP              | Enrique Quintanilla (LAR)                      | 0.94  | Rojos del Águila de Veracruz               | 1.41  |

## Designaciones
| Designación         | Ganador                         | Equipo                                                                           |
| ------------------- | ------------------------------- | -------------------------------------------------------------------------------- |
| Jugador más valioso | Dionys César                    | Vaqueros Laguna                                                                  |
| Pitcher del año     | Andrés Meza                     | Pericos de Puebla                                                                |
| Relevista del año   | Scott Chiasson                  | Tigres de Quintana Roo                                                           |
| Novato del año      | Japhet Amador Juan Pablo Oramas | Petroleros de Minatitlán - Rojos del Águila de Veracruz Diablos Rojos del México |
| Retorno del año     | Roberto Ramírez                 | Diablos Rojos del México                                                         |
| Mánager del año     | Alfonso Jiménez                 | Pericos de Puebla                                                                |
| Ejecutivo del año   | Álvaro Ley                      | Saraperos de Saltillo                                                            |

## Acontecimientos relevantes
- 27 de enero: En la terraza de un hotel en la Ciudad de México fue mostrado a la prensa el nuevo logo de la Liga Mexicana de Béisbol. El nuevo logo muestra una pelota de béisbol con las costuras formadas por 8 estrellas, misma que se encuentra dentro de un 'diamante' (infield) con los colores verde y rojo. En la parte superior se muestran las siglas de la liga (LMB) y en la parte inferior el nombre de la liga.
- 24 de marzo: Previo al inicio del partido inaugural entre Monterrey y el México, en una breve ceremonia fue retirado el número 11 del México, en honor al mánager en curso del equipo, Daniel Fernández.
- 16 de mayo: En esta fecha se tenía previsto  que el Monterrey y el México se enfrentaran en un partido dentro de la temporada regular en el Dodger Stadium de Los Ángeles, California, Estados Unidos, casa de los Dodgers. El evento sería llamado "La Serie Azul".[13][14] Sin embargo, debido a la problemática del brote del virus de la influenza humana y como medida de prevención sanitaria se decidió suspender el evento, anunciándose que probablemente se realizaría para el año 2010.
- 2 de junio: Luis "Rayo" Arredondo, jugador de Yucatán, rompe la marca histórica de bases robadas de la liga al llegar a 491, robándose la segunda base en la primera entrada del juego contra Tabasco.[15] La marca anterior de 490 correspondía a Antonio Briones, la cual Arredondo había empatado el 30 de mayo durante la séptima entrada del tercer partido de la serie ante Quintana Roo, en donde se robó tanto la segunda base como la tercera base.[16]
- 4 de junio: José Luis Sandoval llega a 1,993 partidos jugados como short stop, rompiendo el récord que tenía Francisco Rodríguez Ituarte.[17]
- 19 de junio: Leones de Yucatán empataron récord en la LMB, al robarse 9 bases en 9 entradas, durante el juego ante Petroleros de Minatitlán, en el Estadio Kukulcán de Mérida.

### Suspensión del campeonato
Debido al brote del virus de la influenza humana que afectó principalmente a la zona centro de México, la Liga Mexicana de Béisbol decidió por recomendación del Gobierno Federal celebrar los juegos de las series entre el 28 y el 30 de abril a puerta cerrada (además de esto, los Diablos Rojos del México fungieron como locales admistrativos durante la serie ante Vaqueros Laguna, aunque fue jugada en el estadio Revolución, en Torreón en vez del estadio Foro Sol). Además los partidos entre el 1 y 5 de mayo fueron suspendidos, moviendo las fechas de las serie del 1 al 3 de mayo a los días 4, 5 y 6 de junio, y reprogramando los partidos del 5 de mayo con fechas de dobles juegos.
De nueva ocasión, el México se vio obligado a jugar como local administrativo en el estadio del equipo rival la serie reprogramada ante los Dorados de Chihuahua. Esto debido a que las nuevas fechas programadas para la serie coincidían con las presentaciones del grupo musical Metallica en el estadio Foro Sol.